# Timotheos (Bildhauer)

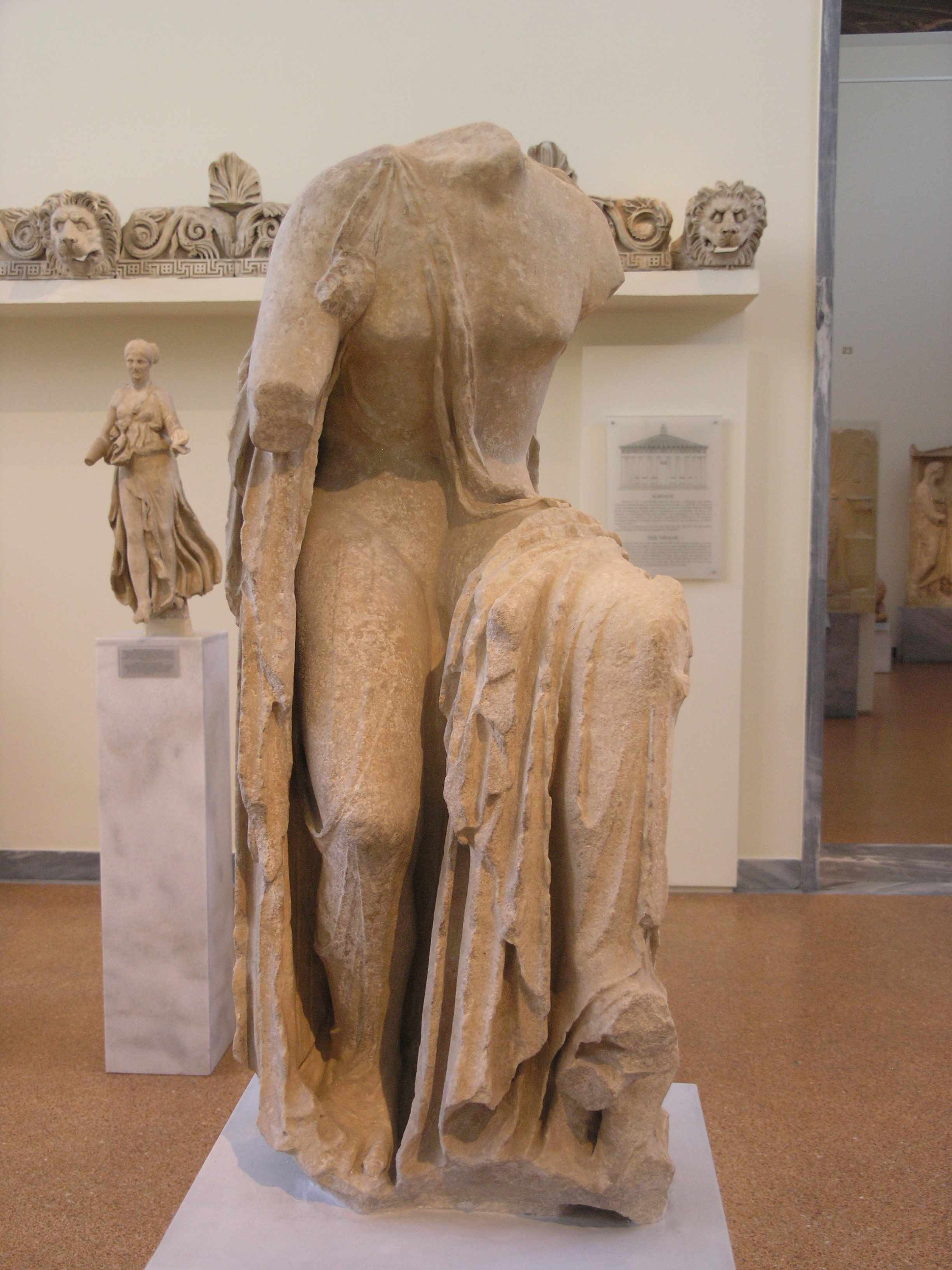
Statue der Hygieia, Timotheos zugeschriebenes Werk aus der Zeit um 380/70 v. Chr.; heute im Archäologischen Nationalmuseum Athen

Timotheos (altgriechisch Τιμόθεος), möglicherweise aus Epidauros, war einer der bekanntesten griechischen Bildhauer und lebte im 4. Jahrhundert v. Chr.
Um 380 v. Chr. war er der maßgebliche Bildhauer des Asklepiostempels in Epidauros, für den er typoi – wohl Vorlagen oder Entwürfe – anfertigte. Aufgrund seiner Fähigkeiten und Berühmtheit wurde er um das Jahr 350 v. Chr. von Artemisia II., der Gemahlin des persischen Satrapen Mausolos II., gemeinsam mit Bryaxis, Leochares und Skopas beauftragt, je eine Seite des gewaltigen Grabmals ihres Gemahles – das nach ihm benannte Mausoleum von Halikarnassos – mit Statuen und Friesen zu schmücken, das bald zu den Sieben Weltwundern der Antike gezählt wurde. Er war dabei für die Südseite verantwortlich. Näheres zu seinem Leben ist nicht überliefert.